# U2 360° Tour
Die 360° Tour war eine Welttournee der irischen Rockband U2. U2 traten von 2009 bis 2011 in Stadien auf. Sie promoteten dabei ihr Studio-Album No Line on the Horizon. Die Tournee wurde nach der Bühne benannt, die zentral in der Veranstaltungshalle steht und wo die Fans mitten in der Bühne stehen. Insgesamt betragen die Toureinnahmen über 730 Millionen Euro und sie ist damit die Tour mit den höchsten Einnahmen aller Zeiten. Eine DVD sowie Blu-Ray der Tour wurde im Jahr 2010 veröffentlicht unter dem Titel U2360° at the Rose Bowl, aufgenommen am 25. Oktober 2009 im Rose Bowl Stadium in Los Angeles.

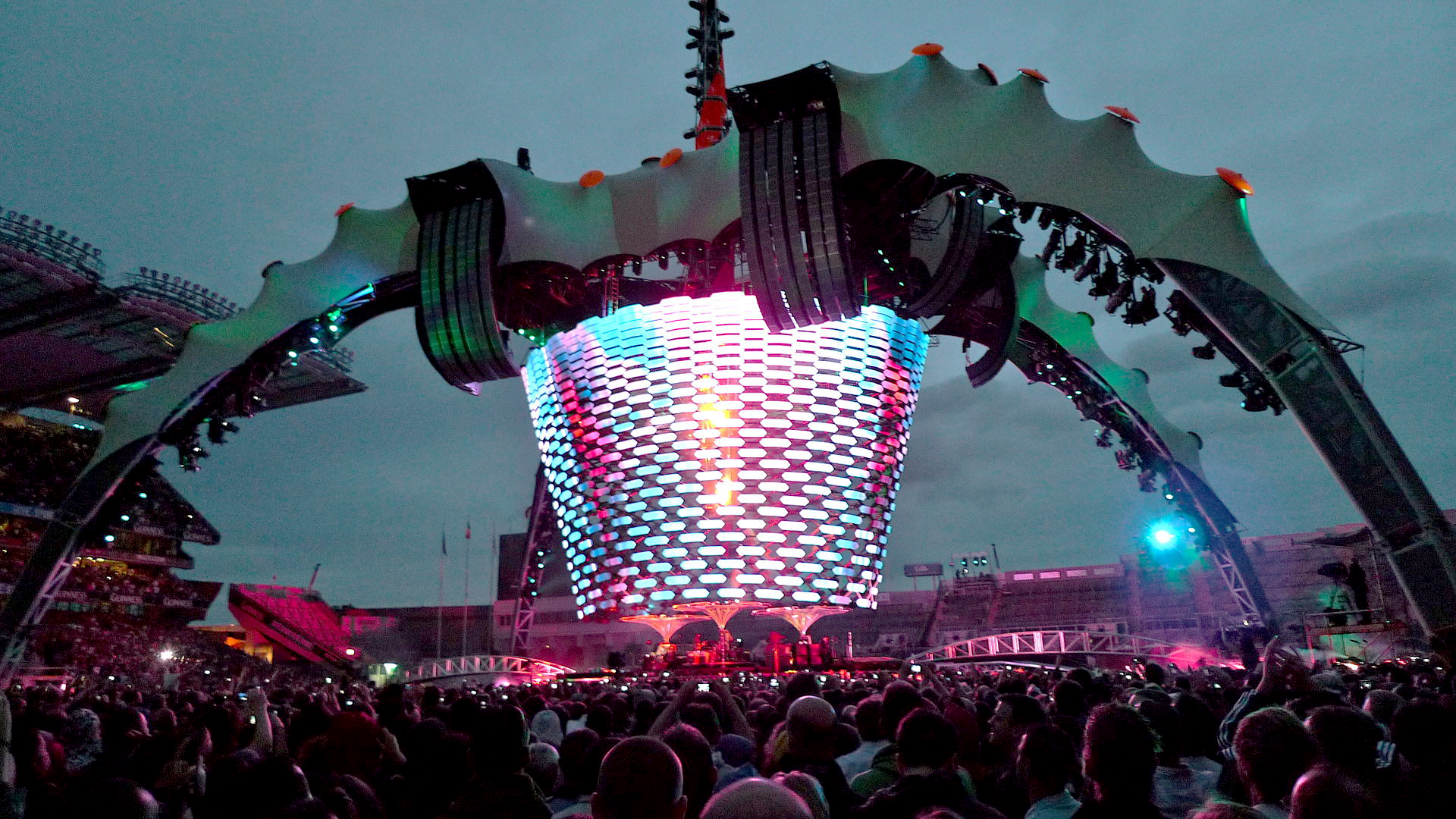
Die 360°-Bühne

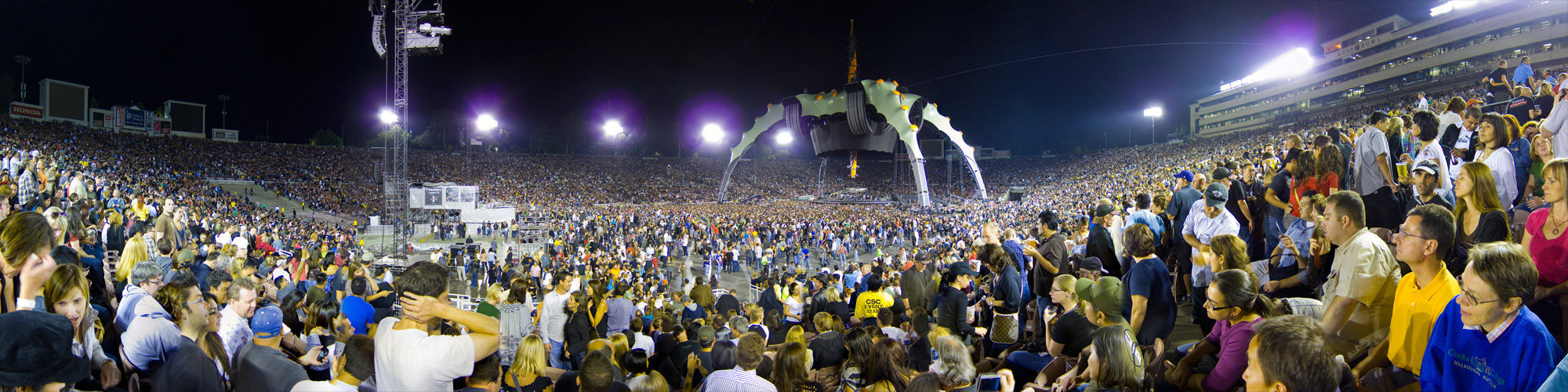
Panorama des Rose Bowl Stadiums während des Live Konzertes.

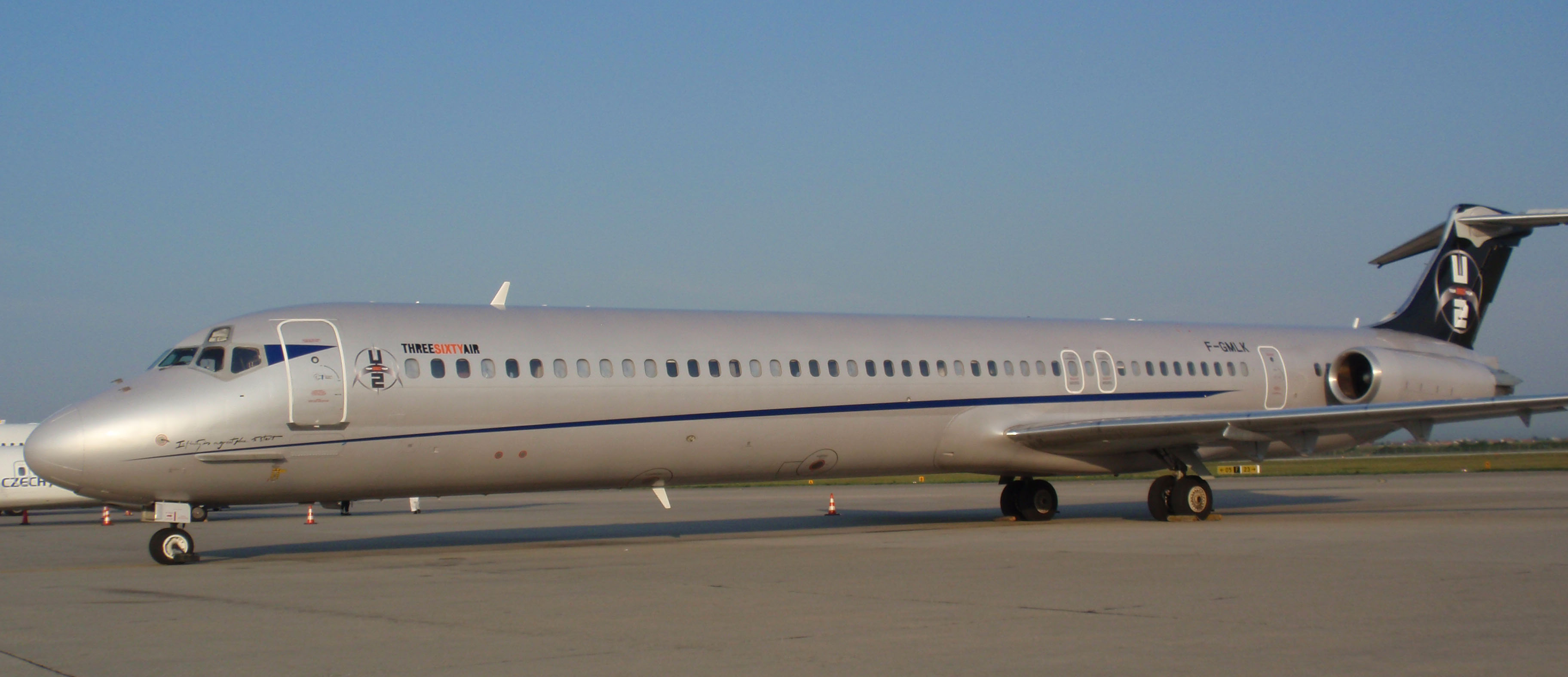
Flugzeug der Tour, das von der Band genutzt wurde.

## Tourdaten
| Datum                | Stadt            | Land               | Veranstaltungsort                   |
| Europa               | Europa           | Europa             | Europa                              |
| -------------------- | ---------------- | ------------------ | ----------------------------------- |
| 30. Juni 2009        | Barcelona        | Spanien            | Camp Nou                            |
| 2. Juli 2009         | Barcelona        | Spanien            | Camp Nou                            |
| 7. Juli 2009         | Mailand          | Italien            | San-Siro-Stadion                    |
| 8. Juli 2009         | Mailand          | Italien            | San-Siro-Stadion                    |
| 11. Juli 2009        | Paris            | Frankreich         | Stade de France                     |
| 12. Juli 2009        | Paris            | Frankreich         | Stade de France                     |
| 15. Juli 2009        | Nizza            | Frankreich         | Stade Charles-Ehrmann               |
| 18. Juli 2009        | Berlin           | Deutschland        | Olympiastadion                      |
| 20. Juli 2009        | Amsterdam        | Niederlande        | Amsterdam Arena                     |
| 21. Juli 2009        | Amsterdam        | Niederlande        | Amsterdam Arena                     |
| 24. Juli 2009        | Dublin           | Irland             | Croke Park                          |
| 25. Juli 2009        | Dublin           | Irland             | Croke Park                          |
| 27. Juli 2009        | Dublin           | Irland             | Croke Park                          |
| 31. Juli 2009        | Göteborg         | Schweden           | Ullevi-Stadion                      |
| 1. August 2009       | Göteborg         | Schweden           | Ullevi-Stadion                      |
| 3. August 2009       | Gelsenkirchen    | Deutschland        | Veltins-Arena                       |
| 6. August 2009       | Chorzów          | Polen              | Stadion Śląski                      |
| 9. August 2009       | Zagreb           | Kroatien           | Stadion Maksimir                    |
| 10. August 2009      | Zagreb           | Kroatien           | Stadion Maksimir                    |
| 14. August 2009      | London           | England            | Wembley-Stadion                     |
| 15. August 2009      | London           | England            | Wembley-Stadion                     |
| 18. August 2009      | Glasgow          | Schottland         | Hampden Park                        |
| 20. August 2009      | Sheffield        | England            | Don Valley Stadium                  |
| 22. August 2009      | Cardiff          | Wales              | Millennium Stadium                  |
| Nordamerika          |                  |                    |                                     |
| 12. September 2009   | Chicago          | Vereinigte Staaten | Soldier Field                       |
| 13. September 2009   | Chicago          | Vereinigte Staaten | Soldier Field                       |
| 16. September 2009   | Toronto          | Kanada             | Rogers Centre                       |
| 17. September 2009   | Toronto          | Kanada             | Rogers Centre                       |
| 20. September 2009   | Foxborough       | Vereinigte Staaten | Gillette Stadium                    |
| 21. September 2009   | Foxborough       | Vereinigte Staaten | Gillette Stadium                    |
| 23. September 2009   | East Rutherford  | Vereinigte Staaten | Giants Stadium                      |
| 24. September 2009   | East Rutherford  | Vereinigte Staaten | Giants Stadium                      |
| 29. September 2009   | Washington, D.C. | Vereinigte Staaten | FedEx Field                         |
| 1. Oktober 2009      | Charlottesville  | Vereinigte Staaten | Scott Stadium                       |
| 3. Oktober 2009      | Raleigh          | Vereinigte Staaten | Carter-Finley Stadium               |
| 6. Oktober 2009      | Atlanta          | Vereinigte Staaten | Georgia Dome                        |
| 9. Oktober 2009      | Tampa            | Vereinigte Staaten | Raymond James Stadium               |
| 12. Oktober 2009     | Dallas           | Vereinigte Staaten | Cowboys Stadium                     |
| 14. Oktober 2009     | Houston          | Vereinigte Staaten | Reliant Stadium                     |
| 18. Oktober 2009     | Norman           | Vereinigte Staaten | Oklahoma Memorial Stadium           |
| 20. Oktober 2009     | Glendale         | Vereinigte Staaten | University of Phoenix Stadium       |
| 23. Oktober 2009     | Las Vegas        | Vereinigte Staaten | Sam Boyd Stadium                    |
| 25. Oktober 2009 (A) | Los Angeles      | Vereinigte Staaten | Rose Bowl Stadium                   |
| 28. Oktober 2009     | Vancouver        | Kanada             | BC Place Stadium                    |
| Europa               |                  |                    |                                     |
| 6. August 2010       | Turin            | Italien            | Stadio Olimpico                     |
| 10. August 2010      | Frankfurt        | Deutschland        | Commerzbank-Arena                   |
| 12. August 2010      | Hannover         | Deutschland        | AWD-Arena                           |
| 15. August 2010      | Horsens          | Dänemark           | CASA Arena Horsens                  |
| 16. August 2010      | Horsens          | Dänemark           | CASA Arena Horsens                  |
| 20. August 2010      | Helsinki         | Finnland           | Olympiastadion                      |
| 21. August 2010      | Helsinki         | Finnland           | Olympiastadion                      |
| 25. August 2010      | Moskau           | Russland           | Luschniki-Stadion                   |
| 28. August 2010      | Katowice         | Polen              | Spodek                              |
| 29. August 2010      | Budapest         | Ungarn             | Puskás Ferenc Stadion               |
| 30. August 2010      | Wien             | Österreich         | Ernst-Happel-Stadion                |
| 3. September 2010    | Athen            | Griechenland       | Olympiastadion                      |
| 6. September 2010    | Istanbul         | Türkei             | Atatürk-Olympiastadion              |
| 11. September 2010   | Zürich           | Schweiz            | Letzigrund                          |
| 12. September 2010   | Zürich           | Schweiz            | Letzigrund                          |
| 15. September 2010   | München          | Deutschland        | Olympiastadion                      |
| 18. September 2010   | Paris            | Frankreich         | Stade de France                     |
| 22. September 2010   | Brüssel          | Belgien            | König-Baudouin-Stadion              |
| 23. September 2010   | Brüssel          | Belgien            | König-Baudouin-Stadion              |
| 26. September 2010   | San Sebastián    | Spanien            | Estadio Anoeta                      |
| 30. September 2010   | Sevilla          | Spanien            | Estadio Olímpico de Sevilla         |
| 2. Oktober 2010      | Coimbra          | Portugal           | Estádio Cidade de Coimbra           |
| 3. Oktober 2010      | Coimbra          | Portugal           | Estádio Cidade de Coimbra           |
| 8. Oktober 2010      | Rom              | Italien            | Stadio Olimpico                     |
| Ozeanien             |                  |                    |                                     |
| 25. November 2010    | Auckland         | Neuseeland         | Mount Smart Stadium                 |
| 26. November 2010    | Auckland         | Neuseeland         | Mount Smart Stadium                 |
| 1. Dezember 2010     | Melbourne        | Australien         | Etihad Stadium                      |
| 3. Dezember 2010     | Melbourne        | Australien         | Etihad Stadium                      |
| 8. Dezember 2010     | Brisbane         | Australien         | Suncorp Stadium                     |
| 9. Dezember 2010     | Brisbane         | Australien         | Suncorp Stadium                     |
| 13. Dezember 2010    | Sydney           | Australien         | ANZ Stadium                         |
| 14. Dezember 2010    | Sydney           | Australien         | ANZ Stadium                         |
| 18. Dezember 2010    | Perth            | Australien         | Subiaco Oval                        |
| 19. Dezember 2010    | Perth            | Australien         | Subiaco Oval                        |
| Afrika               |                  |                    |                                     |
| 13. Februar 2011     | Johannesburg     | Südafrika          | Soccer City                         |
| 18. Februar 2011     | Kapstadt         | Südafrika          | Kapstadt-Stadion                    |
| Südamerika           |                  |                    |                                     |
| 25. März 2011        | Santiago         | Chile              | Estadio Nacional de Chile           |
| 30. März 2011        | La Plata         | Argentinien        | Estadio Ciudad de La Plata          |
| 2. April 2011        | La Plata         | Argentinien        | Estadio Ciudad de La Plata          |
| 3. April 2011        | La Plata         | Argentinien        | Estadio Ciudad de La Plata          |
| 9. April 2011        | São Paulo        | Brasilien          | Estádio do Morumbi                  |
| 10. April 2011       | São Paulo        | Brasilien          | Estádio do Morumbi                  |
| 13. April 2011       | São Paulo        | Brasilien          | Estádio do Morumbi                  |
| Nordamerika          |                  |                    |                                     |
| 11. Mai 2011         | Mexiko-Stadt     | Mexiko             | Aztekenstadion                      |
| 14. Mai 2011         | Mexiko-Stadt     | Mexiko             | Aztekenstadion                      |
| 15. Mai 2011         | Mexiko-Stadt     | Mexiko             | Aztekenstadion                      |
| 21. Mai 2011         | Denver           | Vereinigte Staaten | Sports Authority Field at Mile High |
| 24. Mai 2011         | Salt Lake City   | Vereinigte Staaten | Rice-Eccles Stadium                 |
| 29. Mai 2011         | Winnipeg         | Kanada             | Canad Inns Stadium                  |
| 1. Juni 2011         | Edmonton         | Kanada             | Commonwealth Stadium                |
| 4. Juni 2011         | Seattle          | Vereinigte Staaten | CenturyLink Field                   |
| 7. Juni 2011         | Oakland          | Vereinigte Staaten | O.co Coliseum                       |
| 17. Juni 2011        | Anaheim          | Vereinigte Staaten | Angel Stadium of Anaheim            |
| 18. Juni 2011        | Anaheim          | Vereinigte Staaten | Angel Stadium of Anaheim            |
| 22. Juni 2011        | Baltimore        | Vereinigte Staaten | M&T Bank Stadium                    |
| Europa               |                  |                    |                                     |
| 24. Juni 2011        | Worthy Farm      | England            | Glastonbury Festival                |
| Nordamerika          |                  |                    |                                     |
| 26. Juni 2011        | East Lansing     | Vereinigte Staaten | Spartan Stadium                     |
| 29. Juni 2011        | Miami            | Vereinigte Staaten | Sun Life Stadium                    |
| 2. Juli 2011         | Nashville        | Vereinigte Staaten | LP Field                            |
| 5. Juli 2011         | Chicago          | Vereinigte Staaten | Soldier Field                       |
| 8. Juli 2011         | Montréal         | Kanada             | Hippodrome de Montréal              |
| 9. Juli 2011         | Montréal         | Kanada             | Hippodrome de Montréal              |
| 11. Juli 2011        | Toronto          | Kanada             | Rogers Centre                       |
| 14. Juli 2011        | Philadelphia     | Vereinigte Staaten | Lincoln Financial Field             |
| 17. Juli 2011        | St. Louis        | Vereinigte Staaten | Busch Stadium                       |
| 20. Juli 2011        | East Rutherford  | Vereinigte Staaten | MetLife Stadium                     |
| 23. Juli 2011        | Minneapolis      | Vereinigte Staaten | TCF Bank Stadium                    |
| 26. Juli 2011        | Pittsburgh       | Vereinigte Staaten | Heinz Field                         |
| 30. Juli 2011        | Moncton          | Kanada             | Magnetic Hill Concert Site          |

(A) – Dieses Konzert wurde für eine DVD mitgeschnitten.